# Revista de Teatro e Música
A Revista de Teatro e Música, ou simplesmente "de Teatro", foi uma revista portuguesa editada em Lisboa em 1922, por Mario Duarte e Guilherme Pereira de Carvalho Junior.
Sua redação e administração localizavam-se na Praça dos Restauradores, nº 13. A revista custava na época 10 escudos.

## Integrantes da revista
- Mario Duarte - Diretor e editor
- Guilherme Pereira de Carvalho Junior - Sub-diretor e administrador
- Guedes Vaz - Chefe de Redação
- Mario Tavares de Carvalho - Presidente do conselho da empresa da revista "de Teatro"
- Nogueira de Brito - Redator

## Lista de atores e atrizes portugueses / Anos 20
- Fernando Pereira
- Vasco Santana
- José Victor
- Carlos Viana
- Sebastião Ribeiro
- Fernando Rodrigues
- Contreiras
- Auzenda de Oliveira
- Aldina de Sousa
- Sofia Santos
- Dulce de Almeida
- Judite Marques
- Maria Côrte-Real http://www.matriznet.dgpc.pt/MatrizNet/Objectos/ObjectosConsultar.aspx?IdReg=1029335&EntSep=5#gotoPosition
- Amélia Rey Colaço

## Lista de músicos portugueses / Anos 20
- Almeda Cruz - Tenor
- Fernanda Côrte-Real - Cantora de opera http://www.cm-golega.pt/component/k2/item/159-fernanda-cort%C3%AA-real
- Corina Freire - Soprano ligeiro
- Maria Pires Marinho - Atriz cantora
- Barbara Wolkart
- Raquel Bastos - Cantora de opera
- Berta Singerman